# Sebastian Brather

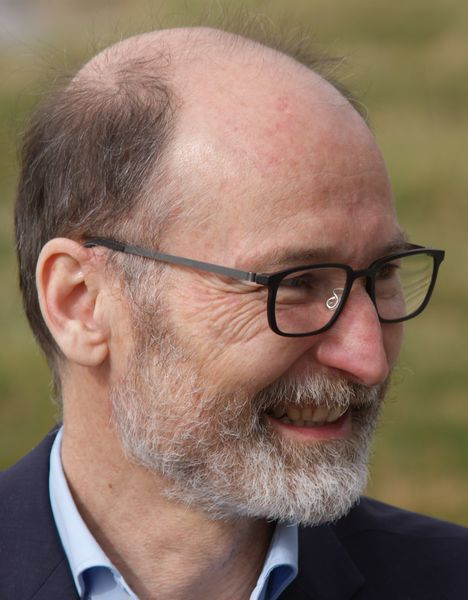
Sebastian Brather, aufgenommen 2014 von Werner Maleczek

Sebastian Brather (* 28. Juni 1964 in Potsdam) ist ein deutscher Frühgeschichtlicher und Mittelalterarchäologe.

## Leben und Wirken
Sebastian Brather studierte von 1986 bis 1991 Ur- und Frühgeschichte, Geschichte und Anthropologie an der Humboldt-Universität zu Berlin (HUB), 1992/1993 wurde er durch ein Promotionsstipendium des Landes Berlin gefördert. Seit 1993 war Brather wissenschaftlicher Mitarbeiter am Lehrstuhl für Ur- und Frühgeschichte der HUB, die Promotion erfolgte 1995 mit einer mit summa cum laude bewerteten Arbeit zum Thema Feldberger Keramik und frühe Slawen. Studien zur nordwestslawischen Keramik der Karolingerzeit. 1996/1997 war er Inhaber des Reisestipendiums des Deutschen Archäologischen Instituts und wurde 1997 Wissenschaftlicher Mitarbeiter am Teilprojekt C4 „Ethnische Einheiten im frühgeschichtlichen Europa. Archäologische Forschung und ihre politische Instrumentalisierung“ des Sonderforschungsbereiches 541 „Identitäten und Alteritäten. Die Funktion von Alterität für die Konstitution und Konstruktion von Identität“ der Deutschen Forschungsgemeinschaft an der Universität Freiburg. Die Habilitation erfolgte 2002 mit der Arbeit zum Thema Ethnische Interpretationen in der frühgeschichtlichen Archäologie. Geschichte, Grundlagen und Alternativen in Freiburg. Von 2002 bis 2004 arbeitete Brather als wissenschaftlicher Mitarbeiter am Seminar für Vor- und Frühgeschichte der Universität Frankfurt am Main. 2004 wechselte er wieder an die Freiburger Universität, wo er als Inhaber eines Heisenberg-Stipendiums lehrte. Eine Gastprofessur führte ihn 2004/2005 an das Institut für Ur- und Frühgeschichte der Universität Wien. Seit 2006 lehrt Brather als Professor für frühgeschichtliche Archäologie und Archäologie des Mittelalters an der Universität Freiburg.
Brather beschäftigt sich vor allem mit der frühgeschichtlichen Archäologie sowie der Mittelalterarchäologie, das umfasst etwa den Zeitraum von der Zeitenwende, besonders aber der Spätantike bis zum Spätmittelalter. Er forscht beispielsweise zu sozialen Strukturen, Gruppen und Rollen in frühmittelalterlichen Gesellschaften, die anhand der Grabbefunde festgestellt werden können, zur Siedlung, Wirtschaft und Gesellschaft bei den westlichen Slawen von der „Slawisierung“ bis zur Ostsiedlung, zur Gewichtsgeldwirtschaft der Wikingerzeit, zu Klöstern und Siedlungsgeschichte im späten Mittelalter, insbesondere den Zisterzienserkonventen und der Siedlungsentwicklung im Rahmen des Landesausbaus östlich der Elbe seit dem 12. Jahrhundert, sowie zur Forschungs- und Sozialgeschichte der Archäologie. Er veröffentlichte 2001 eine Einführung, die sowohl die ältere einschlägige Literatur als auch den aktuellen Forschungsstand zur archäologischen Erforschung des frühen und hohen Mittelalters im östlichen Mitteleuropa bündelt. Brather ist Mitglied der Historischen Kommission für Schlesien sowie seit 2003 Mitherausgeber der Zeitschrift für Archäologie des Mittelalters. Er gehört dem Stiftungsrat der Förderstiftung Archäologie in Baden-Württemberg an.

## Schriften
- Feldberger Keramik und frühe Slawen. Studien zur nordwestslawischen Keramik der Karolingerzeit (= Universitätsforschungen zur prähistorischen Archäologie. Band 34; = Schriften zur Archäologie der germanischen und slawischen Frühgeschichte. Band 1). Habelt, Bonn 1996, ISBN 3-7749-2768-5.
- Archäologie der westlichen Slawen. Siedlung, Wirtschaft und Gesellschaft im früh- und hochmittelalterlichen Ostmitteleuropa (= Reallexikon der Germanischen Altertumskunde. Ergänzungsband 30). Walter de Gruyter, Berlin/New York 2001, ISBN 978-3-11-020609-8 (2., überarbeitete und erweiterte Auflage als Band 61 der Reihe, ebenda 2008, ISBN 978-3-11-020609-8).
- Ethnische Interpretationen in der frühgeschichtlichen Archäologie. Geschichte, Grundlagen und Alternativen (= Reallexikon der Germanischen Altertumskunde. Ergänzungsband 42). Walter de Gruyter, Berlin/New York 2004, ISBN 3-11-018040-5.
- mit Marek Francizek Jagodziński: Der wikingerzeitliche Seehandelsplatz von Janów (Truso). Geophysikalische, archäopedologische und archäologische Untersuchungen 2004–2008 (= Zeitschrift für Archäologie des Mittelalters. Beiheft 24). Habelt, Bonn 2012, ISBN 978-3-7749-3696-6.
- Archäologie und Denkmalpflege in der DDR. Institutionen, Gremien, Personen. Lukas-Verlag, Berlin 2023, ISBN 978-3-86732-416-8.
- Der Mauracher Berg bei Denzlingen. Hof, Kirche und Friedhof im Mittelalter (= Freiburger Beiträge zur Archäologie und Geschichte des ersten Jahrtausends. Band 21). Verlag Marie Leidorf, Rahden (Westfalen) 2024, ISBN 978-3-89646-781-2.